# 수사역
수사역 (Susa)은 밀라노 지하철 4호선의 역이다.

## 역사
2015년 1월 19일, 4호선 공사 작업을 수행할 건설사 컨소시엄에 지하철역 부지가 넘겨졌다.
2015년 2월 5일, 지상도로 지표면 가설과 함께 본격적인 공사가 시작되었다.
2022년 11월 26일 4호선 첫 구간 개통과 함께 문을 열었다.

## 교환
밀라노 교통공사에서 운영하는 대중교통 노선 (트롤리버스, 버스)도 역 근처에 정차한다.
- 트롤리버스 정류장 (Viale Romagna Piazzale Susa, 90,91번)
- 버스 정류장

## 역 시
역내에는 다음과 같은 시설이 있다.
- 장애인 통행시설
- 엘리베이터
- 에스컬레이터
- 매표기
- CCTV
- 화장실